# Umformerwagen der Wiener Stadt- und Straßenbahn
Die Umformerwagen der Wiener Stadt- und Straßenbahn sind eine Serie von – ursprünglich vier – antriebslosen Spezialfahrzeugen, die für die ehemalige Wiener Elektrische Stadtbahn beziehungsweise für die Wiener Straßenbahn beschafft wurden. Die auch Gleichrichterwagen (GLW) oder fahrbare Umformeranlagen genannten vierachsigen Drehgestellwagen fungieren als fahrbare Unterwerke und dienen als unabhängige Betriebsreserve für die regulären stationären Unterwerke. Sie waren grau lackiert und gehörten ursprünglich nicht zum Straßenbahnbetrieb, sondern befanden sich direkt unter Verwaltung der städtischen Elektrizitätsgesellschaft. 

## Erster Wagen von 1925

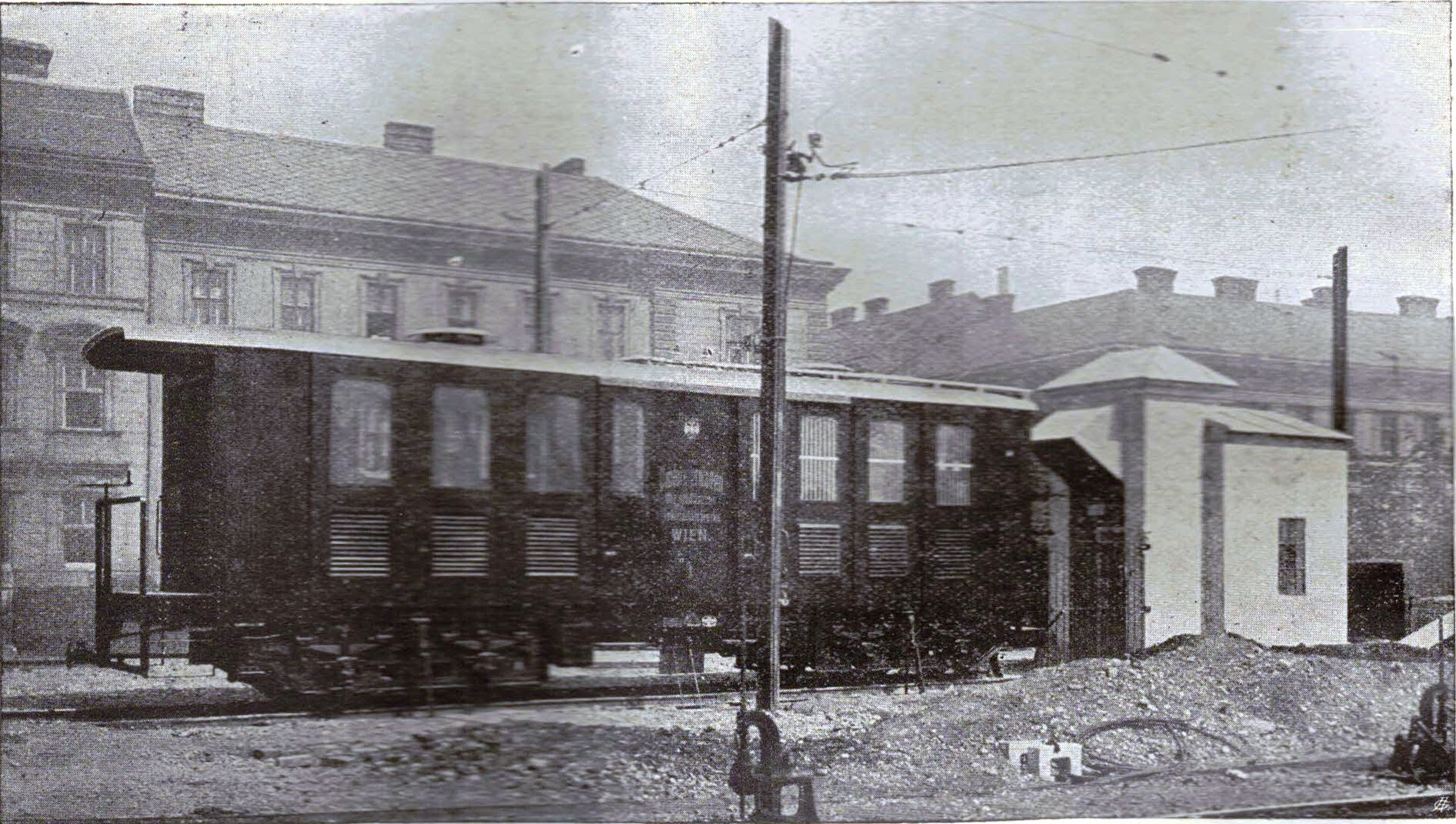
Umformerwagen 1 im Jahr 1925

Zwar reichte die Leistung der stationären Unterwerke für den Dauerbetrieb der 1925 eröffneten elektrischen Stadtbahn vollständig aus, wobei an jedem der vier Standorte noch mindestens ein Gleichrichter in Reserve stand. Um auch für die nicht vorgesehenen Erfordernisse des Spitzenverkehrs an den wenigen Sonn- und Feiertagen im Sommer gerüstet zu sein, stand schon von Beginn an eine mobile Umformeranlage zur Verfügung. Sie sollte bei Sondereinsätzen und insbesondere bei Ausfall eines stationären Gleichrichters oder eines Speisekabels die Stromversorgung der Stadtbahn sicherstellen. Zur Vermeidung von Rotationsschwingungen verfügte der Wagen über einen schweren gusseisernen Rahmen, wie er damals auch bei stationären Anlagen üblich war. Herzstück des Fahrzeuges war einerseits ein Einankerumformer von ELIN mit 700 kW Leistung, andererseits ein luftgekühlter Öltransformator, die sich in etwa die Hälfte des Wagens teilten. Hersteller des wagenbaulichen Teils war die Waggonfabrik Enzesfeld.
Fortbewegt wurde der Umformerwagen in der Regel mit je einem Stadtbahntriebwagen der Type N vorne und hinten, wozu er mit dem für die Vielfachsteuerung benötigten Kabel und den entsprechenden Anschlüssen ausgestattet war. Gleich zu Beginn seines Einsatzes wurde der erste Umformerwagen bei einem Unfall beschädigt. Am 26. Juni 1926 entrollte er um 4:55 Uhr aufgrund der mangelhaft wirkenden Handbremse bei Verschubarbeiten in Michelbeuern und gelangte auf der – damals noch nicht regulär betriebenen – nördlichen Gürtellinie bis nach Heiligenstadt, wo er bei der Einfahrt in den Bahnhof entgleiste.
1935 erhielt der erste Umformerwagen einen zusätzlichen Transformator für die Verwendung im Straßenbahnnetz, das mit der geringeren Spannung von 600 Volt betrieben wird. Als schließlich Ende der 1950er Jahre das Fünf-Kilovolt-Drehstromnetz auf zehn Kilovolt umgestellt wurde, verzichtete die Gemeinde Wien auf einen weiteren Umbau, woraufhin der Wagen 1962 aus dem Bestand schied. 

## Zweiter Wagen von 1928
Da sich das 1925 eingeführte System bewährte, wurde 1928 für die Stadtbahn ein zweiter – elektrisch baugleicher – Umformerwagen Nummer 2 in Betrieb genommen. Sein wagenbaulicher Teil stammte aber von der Simmeringer Waggonfabrik, zudem war er gegenüber dem Umformerwagen Nummer 1 mit 12.600 Millimetern Länge über Kupplung um 60 Zentimeter länger. Auch die zweite Anlage wurde 1935 für den Straßenbahnbetrieb adaptiert, die Ausmusterung erfolgte schließlich 1963.

## Dritter und vierter Wagen von 1944

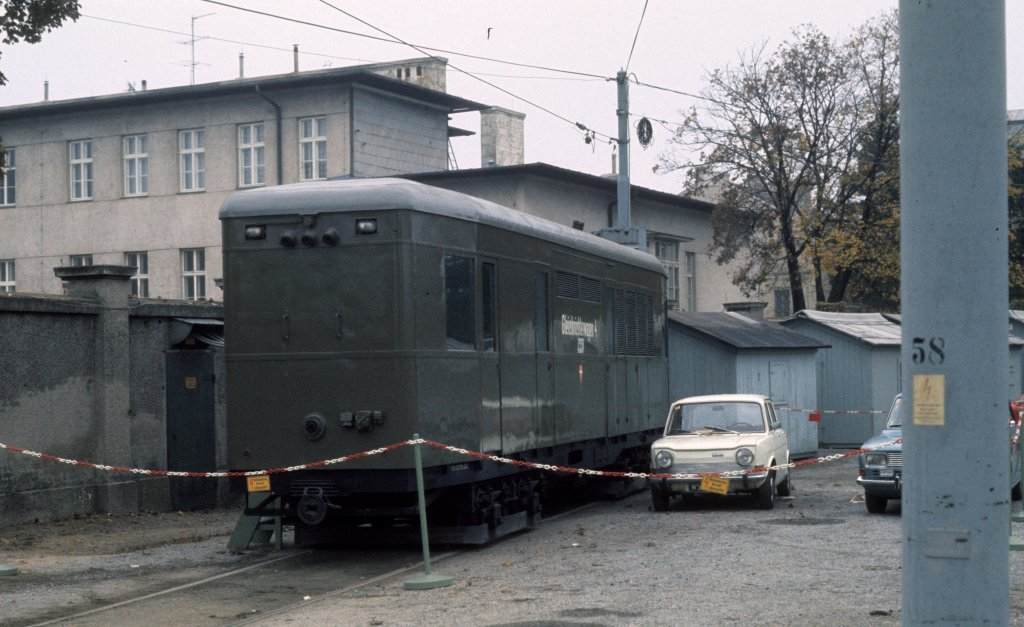
Umformerwagen 4 im Jahr 1975, hier anlässlich des Allerheiligenverkehrs am 1. November im Einsatz beim Zentralfriedhof

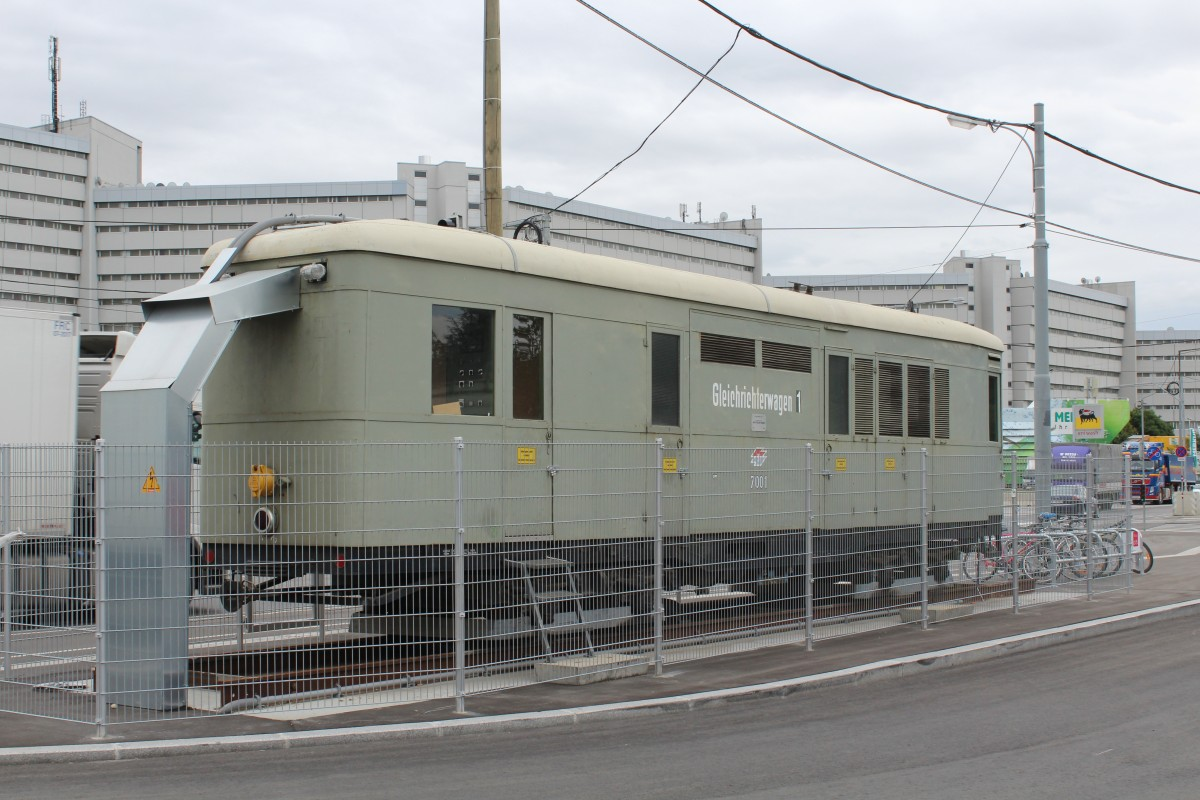
Der ehemalige Umformerwagen 3, mittlerweile in Nummer 1 umbenannt, 2014 in der Per-Albin-Hansson-Siedlung

1944 beschafften die Elektrizitätswerke bei der Simmeringer Waggonfabrik zwei weitere Umformerwagen mit den Nummern 3 und 4, die aber zunächst ausschließlich für den 600-Volt-Straßenbahnbetrieb ausgelegt waren. Sie haben eine Länge über Puffer von 13.300 Millimetern, sind 2150 Millimeter breit, 3630 Millimeter hoch und 26.000 Kilogramm schwer. Ihr Drehgestellmittenabstand beträgt 6400 Millimeter und der Achsstand im Drehgestell 1500 Millimeter. 
1958 wurden dann beide Fahrzeuge auch für den 750-Volt-Stadtbahnbetrieb adaptiert und 1963 beziehungsweise 1970 auf Zehn-Kilovolt-Anspeisung umgebaut. In diesem Zusammenhang wurden ferner die ursprünglichen Quecksilberdampfgleichrichter durch Siliziumgleichrichter ersetzt. Am 18. Dezember 1986 erhielten sie die Betriebsnummern 1 und 2 in Zweitbesetzung, bevor beide im Feber 2007, rückwirkend ab dem 28. März 2006, in den Bestand der Wiener Linien übernommen wurden. Damals bekamen sie auch offiziell die neuen Betriebsnummern 7001 und 7002 zugeteilt, die sie inoffiziell schon seit dem 1. Jänner 1995 führten.

## Nummerierung
Von 1939 bis etwa 1955 waren die beiden Stadtbahn-Umformerwagen mit den römischen Ziffern I und II statt den arabischen Ziffern 1 und 2 beschriftet.